# Pantelleria (vino)
Pantelleria è una DOC istituita con decreto del 27/09/2000 pubblicato sulla gazzetta ufficiale 06/10/00 n° 234.
Comprende vini prodotti esclusivamente nell'Isola di Pantelleria in provincia di Trapani.

## Storia
Già nel 1971 nacque la DOC Moscato Passito di Pantelleria. Nel 2000 fu riconosciuta la DOC Moscato di Pantelleria e contemporaneamente la DOC "Moscato Passito" divenne solo Passito di Pantelleria. Le ultime modifiche sono state introdotte con il D.M. 07/03/2014.

### La coltivazione della "vite ad alberello"
La pratica tradizionale di coltivare la vite zibibbo ad alberello è trasmessa da generazioni di viticoltori e agricoltori dell'isola mediterranea di Pantelleria. Circa 5.000 abitanti possiedono un appezzamento di terreno, che coltivano con metodi sostenibili. La tecnica consiste di diverse fasi. Il terreno è preparato per essere livellato e viene scavata una conca per piantare la vite. Il fusto principale della vite viene poi accuratamente potata per produrre sei rami, formando un cespuglio con una disposizione radiale. La cavità è costantemente rimodellata per garantire la crescita della pianta nel giusto microclima.
Le uve da vino vengono raccolte a mano nel corso di un evento rituale a partire dalla fine di luglio. I viticoltori e agricoltori di Pantelleria, uomini e donne, praticano la coltivazione della vite ad alberello in condizioni climatiche difficili. Le conoscenze e le competenze dei coltivatori e professionisti si tramandano nelle famiglie attraverso l'istruzione orale e pratica nel dialetto locale. Inoltre, i rituali e le feste organizzate tra luglio e settembre consentono alla comunità locale di condividere questa pratica sociale. Gli abitanti di Pantelleria continuano a identificarsi con la coltivazione della vite e si sforzano di preservare questa pratica.
Il 24 novembre 2014 l'UNESCO ha iscritto la "Pratica agricola tradizionale di coltivare la 'vite ad alberello' della comunità di Pantelleria" nella lista dei patrimoni orali e immateriali dell'umanità.

## Tecniche di produzione
I nuovi impianti e i reimpianti dovranno avere una densità dei ceppi di 2.000 ceppi/ettaro.
È vietata ogni pratica di forzatura. È consentita l'irrigazione di soccorso.
Tutte le operazioni di vinificazione debbono essere effettuate nell'Isola di Pantelleria.

## I vini della DOC
La denominazione “Pantelleria” è riservata ai vini che rispondono alle condizioni ed ai requisiti prescritti dal disciplinare di produzione per le seguenti tipologie: 
- Pantelleria Moscato liquoroso
- Pantelleria Moscato spumante
- Pantelleria Moscato dorato
- Pantelleria Passito liquoroso
- Pantelleria Zibibbo dolce
- Pantelleria bianco anche frizzante.

### Altri DOC panteschi
Nel disciplinare sono inoltre previste le ulteriori denominazioni di origine controllata
- Moscato di Pantelleria
- Passito di Pantelleria

## Riferimenti normativi
- Dpr 11.08.71 - G.U. 239 del 22.09.71
- Dm 11.08.92 - G.U. 195 del 20.08.92
- Dm 27.09.00 - G.U. 234 del 06.10.00
- Dm 07.10.2011 - G.U. 242 del 17.10.2011